# Cain Velasquez
Cain Ramirez Velasquez (Salinas, 28 juli 1982) is een Mexicaans-Amerikaans voormalig MMA-vechter en professioneel worstelaar. Hij is het meest bekend van zijn tijd bij de Ultimate Fighting Championship (UFC), waar hij een tweevoudig UFC-zwaargewichtkampioen was.
Bij de UFC verscheen Velasquez bij vele evenementen van de organisatie, waaronder twee waar hij vocht voor het UFC-zwaargewichtkampioenschap tegen toenmalig kampioen Brock Lesnar en Junior dos Santos, waarin hij twee keer succesvol was om de titel te veroveren. Van 2019 tot 2020 stond hij onder contract bij worstelorganisatie World Wrestling Entertainment.

## Carrière
Velasquez begon op de middelbare school in Arizona met worstelen en ging hiermee door aan de universiteit, waar hij meedeed aan de universiteitskampioenschappen. Daarna begon hij met MMA. Hij maakte zijn professionele debuut op 7 oktober 2006, toen hij op een Strikeforce-evenement Jesse Fujarczyk versloeg door middel van een technische knock-out (TKO) in de eerste ronde. Hij vocht daarna één keer voor de bond Bodog Fight en versloeg daarin Jeremia Constant op dezelfde manier.
Velasquez debuteerde in april 2008 bij de UFC, waar hij achtereenvolgens Brad Morris en Jake O'Brien in de eerste ronde versloeg door middel van TKO. In februari 2009 was Denis Stojnic de eerste die volhield tot een tweede ronde tegen Velasquez, maar daarin ging ook hij TKO. Velasquez vocht daarop in juni 2009 drie volledige rondes tegen Cheick Kongo en won voor het eerst op basis van een (unanieme) jurybeslissing. 
De muziek die, voorafgaand aan het gevecht, afgespeeld wordt als Velasquez de zaal betreedt is 'Los Mandados' van de Mexicaanse zanger Vicente Fernández.

### Eerste wereldtitel
Nadat Velasquez ook Ben Rothwell (TKO) en Antônio Rodrigo Nogueira (KO) versloeg, mocht hij het in oktober 2010 voor de UFC-wereldtitel zwaargewicht opnemen tegen regerend kampioen Brock Lesnar. Met opnieuw een TKO in de eerste ronde behield hij voor de negende keer op rij zijn ongeslagen status en won hij voor het eerst de UFC-wereldtitel. Velasquez vocht daarna ruim twaalf maanden niet. Hij verdedigde in november 2013 voor het eerst zijn titel, tegen Junior dos Santos. De Braziliaan sloeg hem na 1.04 minuut in de eerste ronde knock-out. Daarmee verloor Velasquez voor het eerst een MMA-wedstrijd en was hij zijn wereldtitel kwijt. Deze wedstrijd was onderdeel van de eerste UFC-evenementen op FOX netwerk.

### Herovering wereldtitel
Velasquez herpakte zich in mei 2012 tegen Antonio 'Bigfoot' Silva, die hij in de eerste ronde van hun gevecht TKO sloeg. Dos Santos verdedigde op diezelfde avond met succes zijn wereldtitel tegen Frank Mir, waarna een rematch tussen Velasquez en de Braziliaan op het programma kwam. Die vond plaats in december 2012. Deze keer bleven beide vechters de volledige vijf ronden overeind. De jury besliste na afloop daarvan unaniem dat Velasquez deze keer de beste en daarmee opnieuw wereldkampioen was. Ditmaal hield hij de titel twee gevechten vast. Eerst sloeg Velasquez uitdager Silva ook tijdens zijn tweede ontmoeting in de eerste ronde TKO en tijdens zijn derde ontmoeting met Dos Santos in oktober 2013 won hij ook van hem op TKO.

### Tweede verlies
Nadat Velasquez twee keer met succes zijn titel verdedigde, vocht hij vanwege verschillende blessures twintig maanden niet. Daardoor ging een titelgevecht tegen Fabrício Werdum in november 2014 ook niet door. Toen hun ontmoeting in juni 2015 alsnog plaatsvond, liep dat niet goed af voor Velasquez. Werdum dwong de Amerikaan halverwege de derde ronde in een submissie door middel van een verwurging (guillotine choke), nadat Velasquez een onvoldoende poging deed hem neer te halen. Velasquez verloor voor de tweede keer in zijn carrière een partij en daarmee voor de tweede keer ook de wereldtitel. Een rematch tegen Werdum stond op het programma in februari 2016, maar Velasquez haakte hiervoor opnieuw geblesseerd af. Het duurde uiteindelijk tot 9 juli 2016 voor hij terugkeerde in het strijdperk, bijna dertien maanden na zijn onttroning als kampioen. Hij sloeg die dag Travis Browne in de eerste ronde van hun gevecht TKO. Het duurde daarna ruim 2,5 jaar voor Velasquez weer gevechtsklaar was. Francis Ngannou sloeg hem in februari 2019 vervolgens binnen een halve minuut in de eerste ronde knock-out. Dit bleek zijn laatste MMA-partij. Velasquez maakte in oktober 2019 bekend dat hij officieel was gestopt en ging zich volledig toeleggen op professioneel worstelen.

## Professioneel worstelcarrière
In 2019 onthulde Velasquez dat hij zou stoppen met MMA en zich volledig ging focussen in het professioneel worstelen. In dat zelfde jaar tekende hij contract bij Lucha Libre AAA Worldwide voor een korte periode. In oktober 2019 tekende hij een contract bij de World Wrestling Entertainment, het grootste bedrijf op het gebied van sportentertainment. Velasquez kwam meteen in een vete met zijn toenmalige rivaal in de UFC, Brock Lesnar. De twee vochten bij het evenement Crown Jewel voor het WWE Championship op 31 oktober 2019. Dit was Velasquez zijn eerste en laatste wedstrijd in WWE, voordat hij vrijgegeven werd van zijn contract in april 2020.

## Films
Velasquez maakte in april 2016 zijn filmdebuut, als Marco in de misdaadthriller Term Life. Hij verscheen datzelfde jaar ook in Kickboxer: Vengeance en in 2018 in The Green Ghost.